# Homiyu Tesfaye
Homiyu Tesfaye (ur. 23 czerwca 1993 w Bishoftu) – etiopski lekkoatleta specjalizujący się w biegach średniodystansowych. Od 27 czerwca 2013 reprezentuje Niemcy.
Tuż po zmianie barw narodowych wystąpił na mistrzostwach świata w Moskwie, na których zajął 5. miejsce w biegu na 1500 metrów. Siódmy zawodnik halowych mistrzostw świata w Sopocie (2014). W 2015 zajął 4. miejsce podczas halowych mistrzostw Starego Kontynentu. Złoty medalista mistrzostw Niemiec.

## Osiągnięcia
| Rok  | Impreza                   | Miejsce        | Konkurencja         | Lokata      | Wynik   |
| ---- | ------------------------- | -------------- | ------------------- | ----------- | ------- |
| 2013 | Mistrzostwa świata        | Moskwa         | bieg na 1500 metrów | 5. miejsce  | 3:37,03 |
| 2014 | Halowe mistrzostwa świata | Sopot          | bieg na 1500 metrów | 7. miejsce  | 3:39,90 |
| 2014 | Mistrzostwa Europy        | Zurych         | bieg na 1500 metrów | 6. miejsce  | 3:46,92 |
| 2015 | Halowe mistrzostwa Europy | Praga          | bieg na 1500 metrów | 4. miejsce  | 3:39,08 |
| 2016 | Mistrzostwa Europy        | Amsterdam      | bieg na 1500 metrów | 10. miejsce | 3:47,93 |
| 2016 | Igrzyska olimpijskie      | Rio de Janeiro | bieg na 1500 metrów | półfinał    | 3:40,76 |
| 2017 | Mistrzostwa świata        | Londyn         | bieg na 1500 metrów | półfinał    | 3:39,72 |
| 2018 | Mistrzostwa Europy        | Berlin         | bieg na 1500 metrów | 13. miejsce | 3:47,83 |

## Rekordy życiowe
- Bieg na 800 metrów – 1:46,08 (2017)
- Bieg na 1000 metrów – 2:17,56 (2014)
- Bieg na 1500 metrów (stadion) – 3:31,98 (2014)
- Bieg na 1500 metrów (hala) – 3:34,13 (2015) rekord Niemiec